# フォーネイションズ
ラグビーリーグのフォーネイションズはイングランド・オーストラリア・ニュージーランドと第4枠と呼ばれる国のラグビーリーグの強豪4カ国が激突するラグビーリーグの国際トーナメント。現在はジレットが冠スポンサーのため、ジレット・フォーネイションズとして開催されている。以前はトライネイションズとしてイギリス・オーストラリア・ニュージーランド代表が参加していたが、2009年からはイギリスに代わってイングランドが新たに出場することが決まった。なお、第4枠は2009年は前年欧州カップ優勝のフランス、2010年は前年パシフィックカップ優勝のパプアニューギニアである。

## 歴代順位
| 年     | 優勝             | 準優勝           | 第3位            |
| ------ | ---------------- | ---------------- | ---------------- |
| 1999年 | オーストラリア   | ニュージーランド | イギリス         |
| 2004年 | オーストラリア   | イギリス         | ニュージーランド |
| 2005年 | ニュージーランド | オーストラリア   | イギリス         |
| 2006年 | オーストラリア   | ニュージーランド | イギリス         |
| 2009年 | オーストラリア   | イングランド     | ニュージーランド |
| 2010年 | ニュージーランド | オーストラリア   | イングランド     |
| 2011年 | オーストラリア   | イングランド     | ニュージーランド |
| 2014年 | ニュージーランド | オーストラリア   | イングランド     |
| 2016年 | オーストラリア   | ニュージーランド | イングランド     |